# Staðarfoss

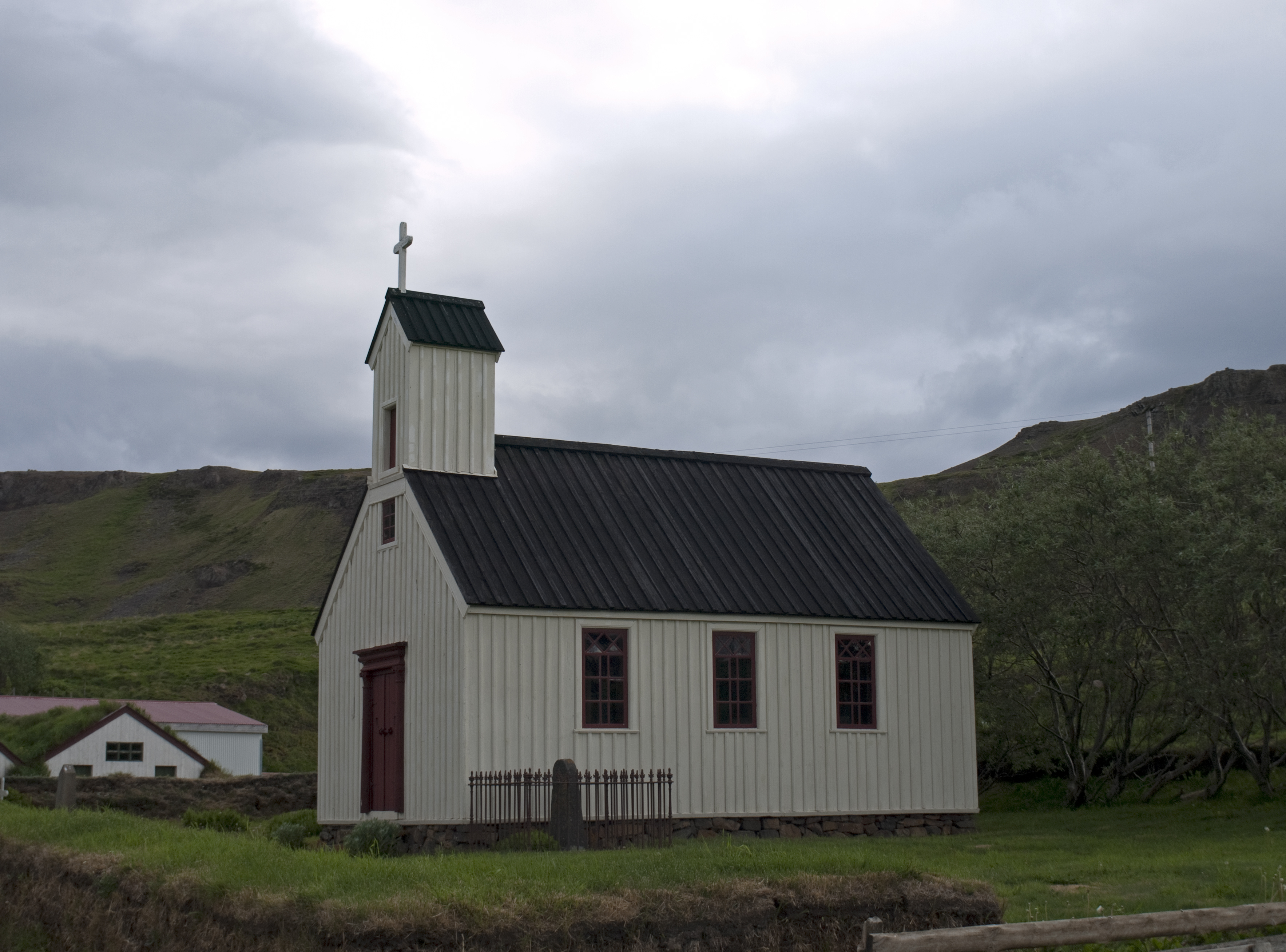
La chiesetta Staðarkirkja, nei pressi della cascata Staðarfoss.

Staðarfoss (che in lingua islandese significa: cascata del fiume Staðará) è una cascata alta 30 metri situata nel territorio del comune di Reykhólahreppur, contea di Austur-Barðastrandarsýsla, nella regione del Vestfirðir, la regione dei fiordi occidentali dell'Islanda.

## Descrizione
La cascata, che a volte ha poca acqua, si trova nella valle Staðardalur,  a nordovest della città di Reykhólahreppur. È alimentata dal fiume Staðará, dopo che ha attraversato la valle omonima, Staðardalur e l'acqua forma la cascata cadendo da una parete rocciosa del monte Reykjanesfjall.

## Accesso
La cascata si trova all'estremità occidentale della penisola di Reykjanes, circa 450 metri a est della grande ex azienda agricola Staður e della chiesa Staðarkirkja, costruita nel 1864. È raggiungibile tramite la strada S607 Reykhólasveitarvegur. Proseguendo lungo la strada S607 nella penisola di Reykjanes, si incontrano anche tre altre cascate che scendono dal Reykjanesfjall, cioè Grundarfoss, Heyárfoss e Miðjanesfoss, situate a 8 chilometri di distanza. 